# Paweł Łukaszewski: Musica Sacra 5
Paweł Łukaszewski - Musica Sacra 5 albo Responsoria Tenebrae + Advent music / Daylight declines + Lenten music + Prayer – piąty album muzyki poważnej z cyklu "Musica Sacra", prezentującego religijną twórczość polskiego kompozytora Pawła Łukaszewskiego, wydany przez firmę Dux w 2014 roku. Do wykonawców - zespołów, które wystąpiły na płycie należą: ProMODERN, Baltic Neopolis Orchestra, Cantatrix, Morpheus Saxophone Ensemble i Chór Katedry Warszawsko-Praskiej Musica Sacra. Na płycie zawarto światową premierę nagrań kompozycji Łukaszewskiego "Responsoria Tenebrae" oraz "Lenten music". Laureat Fryderyka 2015 w kategorii Album Roku Muzyka Kameralna. Płyta była również nominowana do Fryderyka w kategorii Najwybitniejsze Nagranie Muzyki Polskiej. Numer katalogowy albumu: DUX 1135.

## Lista utworów

### Responsoria Tenebrae
na sekstet wokalny (2010). Wykonawca: Sekstet muzyki współczesnej proMODERN
| 1. | "Tenebrae facte sunt"         | 3:22  |
|    |                               |       |
| 2. | "Caligaverunt oculi mei"      | 3:59  |
|    |                               |       |
| 3. | "Recessit Pastor noster"      | 2:50  |
|    |                               |       |
| 4. | "O vos omnes"                 | 4:03  |
|    |                               |       |
| 5. | "Ecce quomodo moritur iustus" | 4:12  |
|    |                               |       |
|    |                               | 18:26 |
|    |                               |       |

### Advent music
na orkiestrę smyczkową (2012). Wykonawca: Baltic Neopolis Orchestra, Tomasz Tomaszewski - koncertmistrz
| 6. | "Comodo"  | 3:20  |
|    |           |       |
| 7. | "Andante" | 3:50  |
|    |           |       |
| 8. | "Largo"   | 3:32  |
|    |           |       |
| 9. | "Adagio"  | 4:44  |
|    |           |       |
|    |           | 15:26 |
|    |           |       |

### Daylight declines
na chór mieszany (2013). Wykonawca: Cantatrix, Geert-Jan van Beijeren Bergen en Henegouwen – dyrygent
| 10. | "Daylight declines" | 4:40  |
|     |                     |       |
|     |                     | 04:40 |
|     |                     |       |

### Lenten music
na sześć saksofonów (2011). Wykonawca: Morpheus Saxophone Ensemble
| 11. | "Grave placido"     | 3:40  |
|     |                     |       |
| 12. | "Lento placido"     | 3:59  |
|     |                     |       |
| 13. | "Grave placido"     | 3:10  |
|     |                     |       |
| 14. | "Adagio placido"    | 2:14  |
|     |                     |       |
| 15. | "Larghetto placido" | 3:27  |
|     |                     |       |
|     |                     | 16:30 |
|     |                     |       |

### Prayer to the Guardian Angel
na chór żeński, fortepian i kule chińskie (2013). Wykonawca: Chór Katedry Warszawsko-Praskiej Musica Sacra, Łukasz Farcinkiewicz – fortepian, Paweł Łukaszewski – dyrygent
| 16. | "Prayer to the Guardian Angel" | 4:42  |
|     |                                |       |
|     |                                | 04:42 |
|     |                                |       |